# ستيف مكينتوش
ستيف مكينتوش (بالإنجليزية: Steve McIntosh)‏ هو محامي أمريكي، ولد في 3 يوليو 1960.